# A-2076
La A-2076 es una carretera de la provincia de Cádiz anteriormente denominada  CA-603 , une la A-491 con Rota por la parte de la base naval.

## CA-603
Antiguamente, la A-2076 era la porción de carretera que pasaba de El Puerto a Rota. Luego había otra parte que iba desde Rota a Chipiona. Entre ambas hay una carretera de enlace, por lo que se designa al conjunto de A-491.
- Datos: Q5653210